# Saneczkarstwo na Zimowych Igrzyskach Olimpijskich 2022
Saneczkarstwo na Zimowych Igrzyskach Olimpijskich 2022 – jedna z dyscyplin rozgrywanych podczas igrzysk w dniach 10–12 lutego 2022 na torze National Sliding Centre w Pekinie, w Chinach.

## Terminarz
Oficjalny terminarz igrzysk.
| Data      | Godzina                         | Konkurencja                  | Mistrz IO 2018                                                |
| --------- | ------------------------------- | ---------------------------- | ------------------------------------------------------------- |
| 5 lutego  | 19:10 (UTC+08:00) / 12:10 (CET) | 1 i 2 ślizg jedynek mężczyzn |                                                               |
| 6 lutego  | 19:30 (UTC+08:00) / 12:30 (CET) | 3 i 4 ślizg jedynek mężczyzn | David Gleirscher                                              |
| 7 lutego  | 19:50 (UTC+08:00) / 12:50 (CET) | 1 i 2 ślizg jedynek kobiet   |                                                               |
| 8 lutego  | 19:50 (UTC+08:00) / 12:50 (CET) | 3 i 4 ślizg jedynek kobiet   | Natalie Geisenberger                                          |
| 9 lutego  | 20:20 (UTC+08:00) / 13:20 (CET) | 1 i 2 ślizg dwójek mężczyzn  | Tobias Wendl Tobias Arlt                                      |
| 10 lutego | 21:30 (UTC+08:00) / 14:30 (CET) | Sztafeta                     | Natalie Geisenberger Johannes Ludwig Tobias Wendl Tobias Arlt |

## Medaliści
| Konkurencja      | Złoto                                                         | Czas     | Srebro                                                  | Czas     | Brąz                                                      | Czas     |
| jedynki mężczyzn | Johannes Ludwig                                               | 3.48.735 | Wolfgang Kindl                                          | 3:48.895 | Dominik Fischnaller                                       | 3:49.666 |
| jedynki kobiet   | Natalie Geisenberger                                          | 3:53.454 | Anna Berreiter                                          | 3:53.947 | Tatjana Iwanowa                                           | 3:54.507 |
| dwójki mężczyzn  | Tobias Wendl Tobias Arlt                                      | 1:56.554 | Toni Eggert Sascha Benecken                             | 1:56.653 | Thomas Steu Lorenz Koller                                 | 1:57.065 |
| Sztafeta         | Natalie Geisenberger Johannes Ludwig Tobias Wendl Tobias Arlt | 3:03.406 | Madeleine Egle Wolfgang Kindl Thomas Steu Lorenz Koller | 3:03.486 | Elīza Tīruma Kristers Aparjods Mārtiņš Bots Roberts Plūme | 3:04.354 |

## Klasyfikacja medalowa
| Miejsce | Państwo                     | złoto | srebro | brąz | Razem |
| ------- | --------------------------- | ----- | ------ | ---- | ----- |
| 1.      | Niemcy                      | 4     | 2      | 0    | 6     |
| 2.      | Austria                     | 0     | 2      | 1    | 3     |
| 3.      | Włochy                      | 0     | 0      | 1    | 1     |
| =       | Rosyjski Komitet Olimpijski | 0     | 0      | 1    | 1     |
| =       | Łotwa                       | 0     | 0      | 1    | 1     |